# Distrito de Rangareddy
Rangareddy (en telugú; రంగా రెడ్డి జిల్లా, urdu; رنگاریڈی ضلع) es un distrito de India en el estado de Telangana. Código ISO: IN.AP.RA.
Comprende una superficie de 7 943 km².
El centro administrativo es la ciudad de Hyderabad.

## Demografía
Según censo 2011 contaba con una población total de 5 296 396 habitantes.